# Neue Synagoge (Hameln)

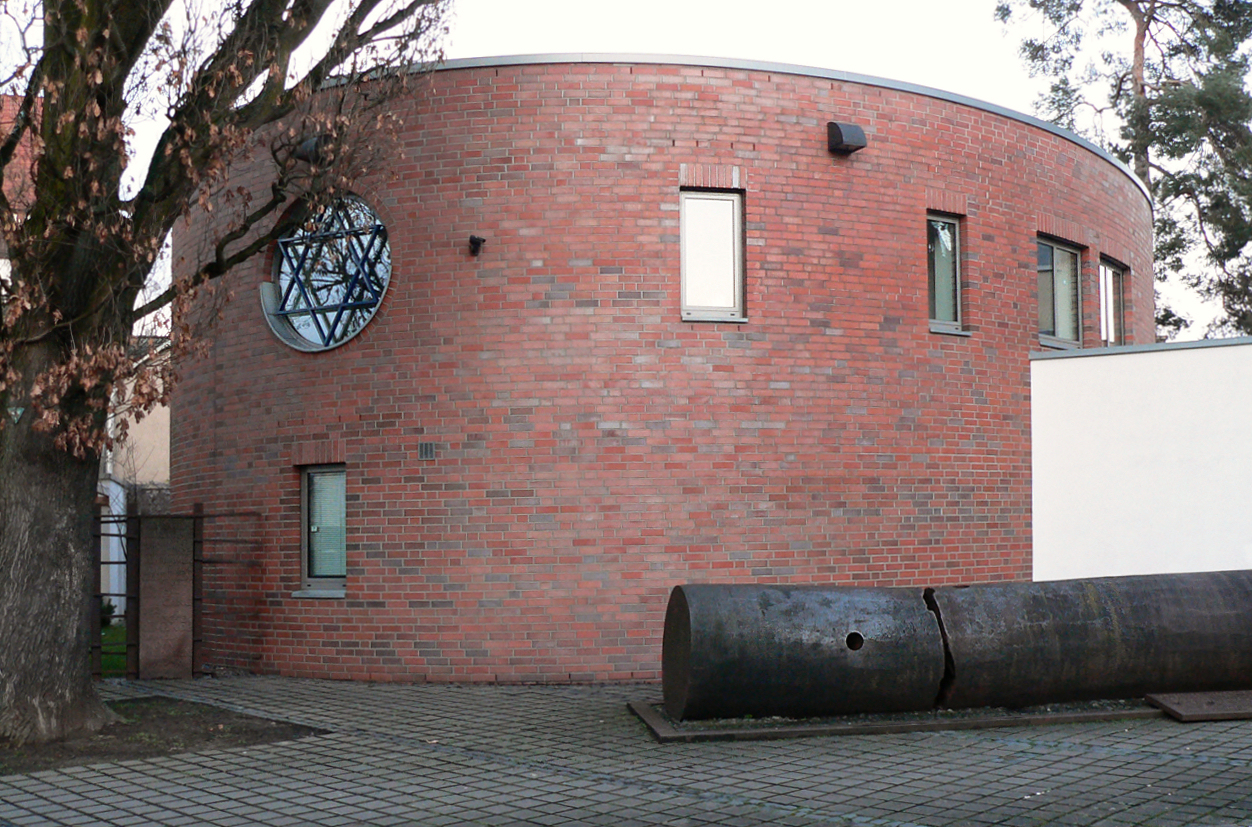
Die Neue Synagoge

Die Neue Synagoge ist eine im Jahr 2011 erbaute Synagoge in Hameln, einer Stadt im Landkreis Hameln-Pyrmont in Niedersachsen.

## Beschreibung

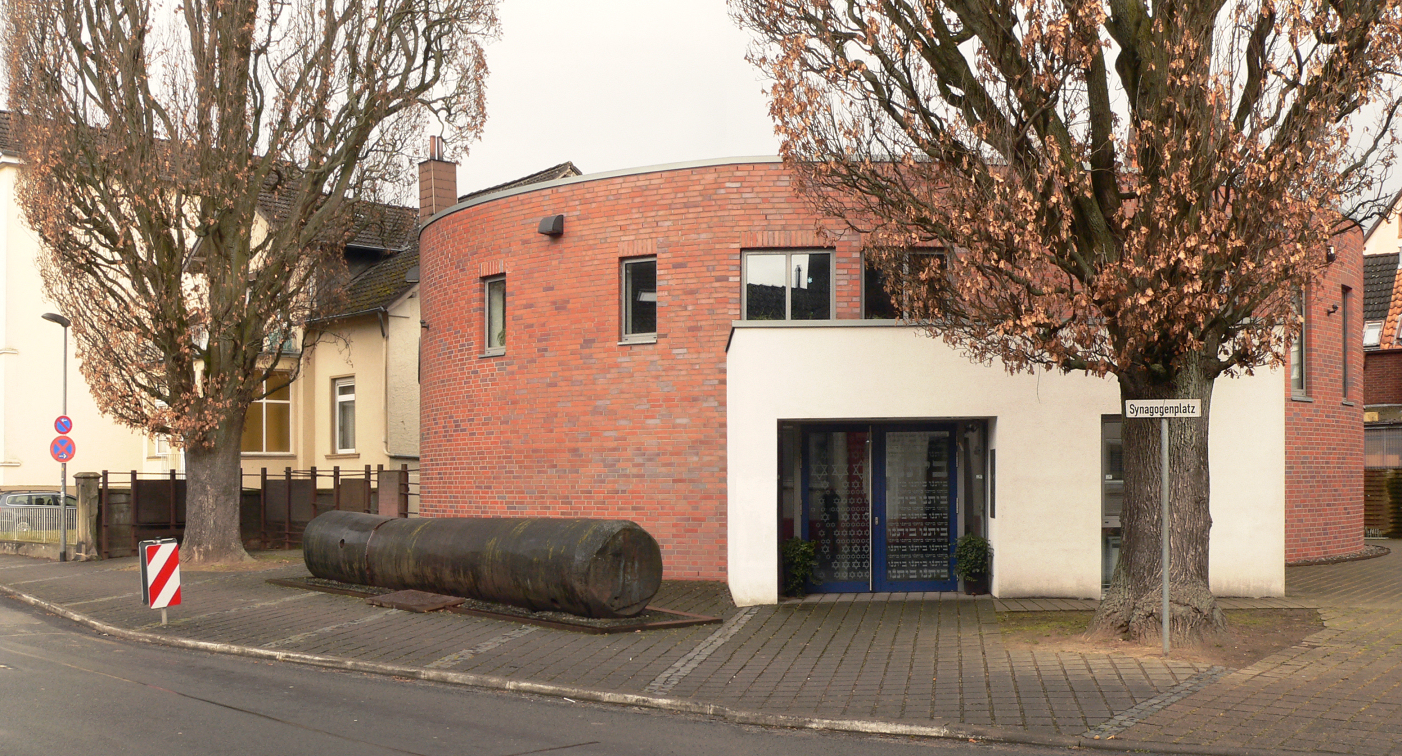
Die neue Synagoge steht zwischen den beiden Pyramideneichen, zwischen denen auch die alte Synagoge stand

Die Synagoge steht auf den Grundmauern der 1878/79 errichteten und beim Novemberpogrom 1938 zerstörten Alten Synagoge an der Bürenstraße. Heute zeugen davon noch zwei Pyramideneichen, zwischen denen auch die alte Synagoge stand und die zu ihrer Weihung 1879 gepflanzt wurden. 1980 wurde der Vorplatz des Synagogengrundstücks an der Bürenstraße in „Synagogenplatz“ benannt. Dort steht seit 1963 ein Gedenkstein. 1996 wurde an dem Ort eine Gedenkstätte als zweiteiliges Mahnmal eingerichtet, das mit der Synagoge eine Einheit bildet.
Der Synagogenbau ist ein rot verklinkertes, oval geformtes Gebäude mit zwei Stockwerken. In einem runden Fenster im Obergeschoss zeigt sich ein Davidstern. Von den Gemeindemitgliedern wurde das Gebäude Beitenu (deutsch: Unser Haus) benannt. Es ist der erste Neubau einer liberalen Synagoge in Deutschland seit 1945. Die Kosten beliefen sich auf eine Million Euro und wurden zu je einem Drittel vom Land Niedersachsen, der Stadt Hameln und dem Landkreis Hameln-Pyrmont sowie der jüdischen Gemeinde getragen.

## Geschichte
In der Zeit des Nationalsozialismus wurden 101 Personen jüdischer Herkunft, die in Hameln wohnten oder geboren wurden, ermordet. Nach der Befreiung vom Nationalsozialismus 1945 lebten noch einige jüdische Menschen in Hameln, die sich nicht als Juden zu erkennen gaben. Das jüdische Leben in Hameln war so auf lange Zeit erloschen. Erst in den späten 1990er Jahren wurden zwei jüdische Gemeinden gegründet, darunter die 1997 gegründete Liberale Jüdische Gemeinde Hameln. Sie erwarb 2001 das frühere Synagogengrundstück und errichtete darauf im Jahr 2011 nach Plänen des Architekten Frank Taylor die neue Synagoge.